# Вилковська сільська рада
Вилковська сільська рада (рос. Вылковский сельский совет) — сільське поселення у складі Тюменцевського району Алтайського краю Росії.
Адміністративний центр та єдиний населений пункт — село Вилково.

## Населення
Населення — 1824 особи (2019; 2059 в 2010, 2278 у 2002).